# Gabrielle Renard
Gabrielle Renard, nacida el 1 de agosto de 1878 en Essoyes en Aube y muerta en Beverly Hills el 26 de febrero de 1959, fue una mujer francesa, la niñera de los hijos del pintor Auguste Renoir, creando con uno de ellos, Jean, un vínculo que duraría toda la vida, y convirtiéndose en una de las modelos favoritas del artista.

## Biografía
Nacida en el mismo pueblo que su prima Aline Charigot, la esposa de Auguste Renoir, Gabrielle Renard entró, en el otoño de 1894, al servicio de la familia Renoir para ejercer las funciones de niñera y sirvienta. Será una de las dos musas del pintor, apareciendo en 160 de 200 de sus cuadros, como el célebre Mujer desnuda acostada.
Formó un estrecho vínculo con Jean Renoir, de un año, a quien llevaba a ver los espectáculos de títeres de Guignol en Montmartre. Fascinada con el nuevo invento que mostraba imágenes en movimiento, Gabrielle también lo llevó por primera vez al cine. El futuro famoso realizador y guionista cinematográfico mantendrá estrechos lazos con su niñera a lo largo de su vida. Auguste Renoir padecerá artritis reumatoide en sus últimos años y, en busca de mejor clima para su padecimiento, la familia se mudó a una granja en Cagnes-sur-Mer, junto a la costa mediterránea. Gabrielle se mudó con ellos.
Dedicada a la familia de su prima, Gabrielle no se casó hasta 1921. Con su marido, el estadounidense Conrad Hensler Slade, un aspirante a pintor de familia rica, y el hijo que tuvieron, Jean Slade, se trasladó a Estados Unidos durante la invasión alemana en 1940, al igual que la familia Renoir. A la muerte de su marido en 1955, se instaló en Hollywood, Los Ángeles, cerca de Jean Renoir.
En sus memorias, My Life and My Films, el cineasta comienza y termina su libro con conversaciones sobre Gabrielle Renard, y a lo largo de él, explica la profunda influencia que tuvo sobre su vida, escribiendo: "Ella me enseñó a ver la cara detrás de la máscara y el fraude detrás de los adornos.", concluyendo con las palabras que dice solía decir de pequeño: "Espérame, Gabrielle".
Una biografía muy completa, por Bernard Pharisien, titulada Gabrielle de Essoyes, fruto de 20 años de investigación, le está consagrada.
Lyliane Mosca es la autora, en 2018, de una biografía ficcionalizada: La vida soñada de Gabrielle, musa de Renoir.

## Galería

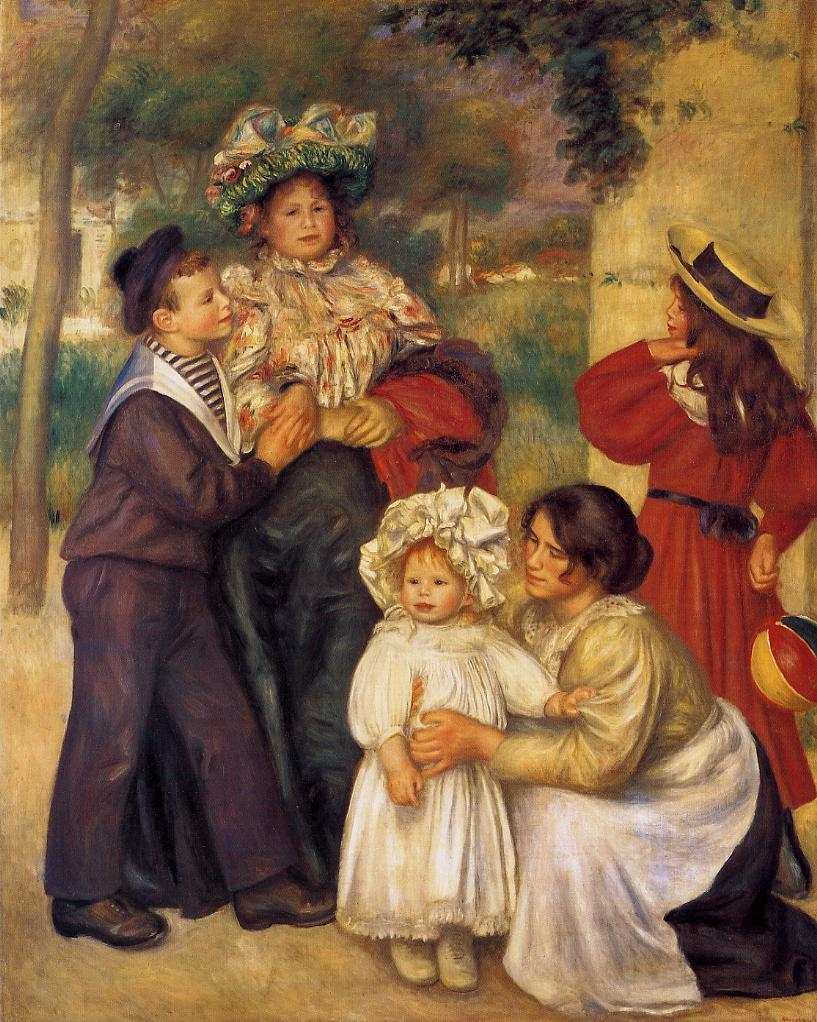
La familia del artista (Gabrielle abajo a la derecha), Auguste Renoir, 1896.
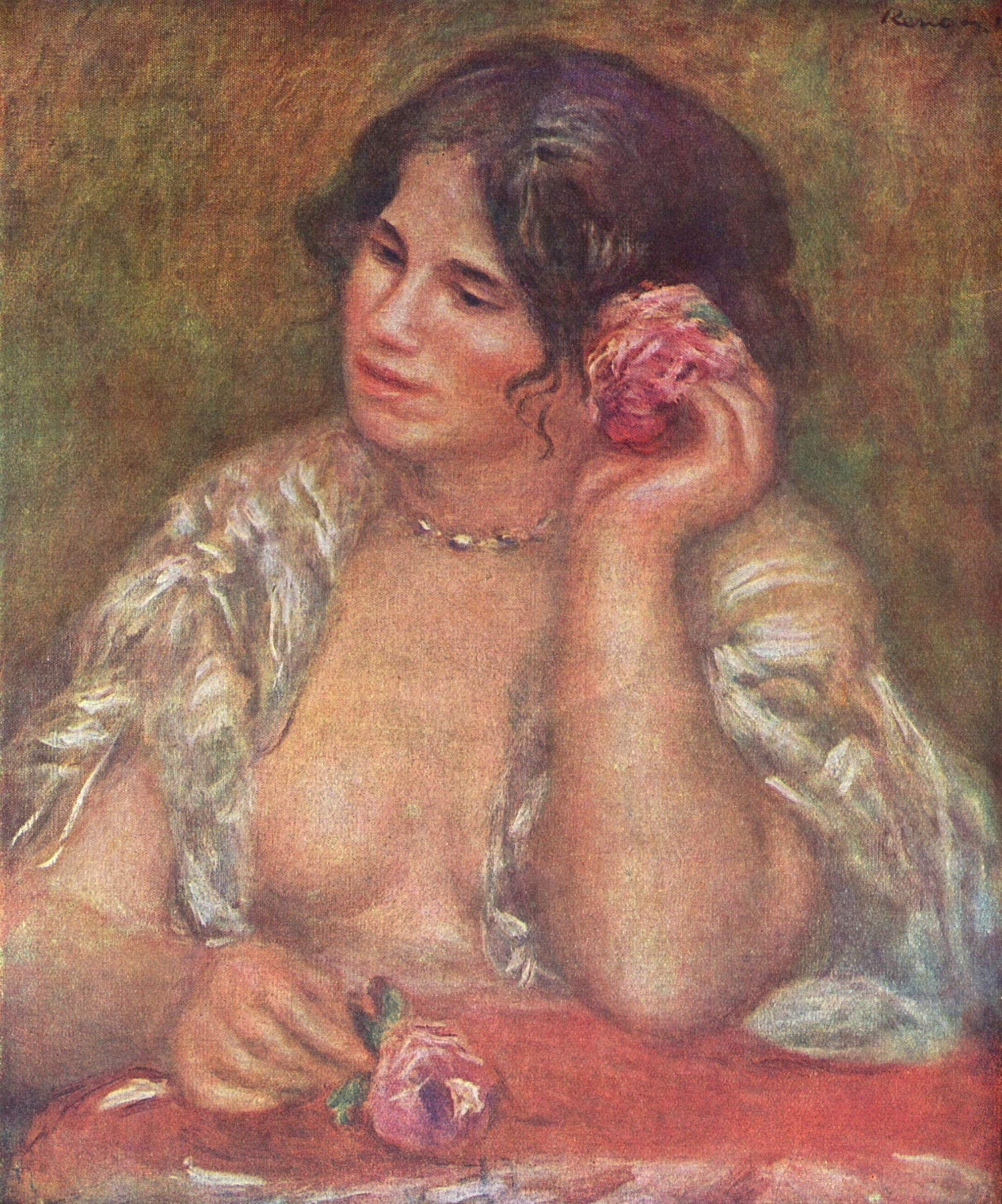
Gabrielle con rosa, Auguste Renoir, 1911.
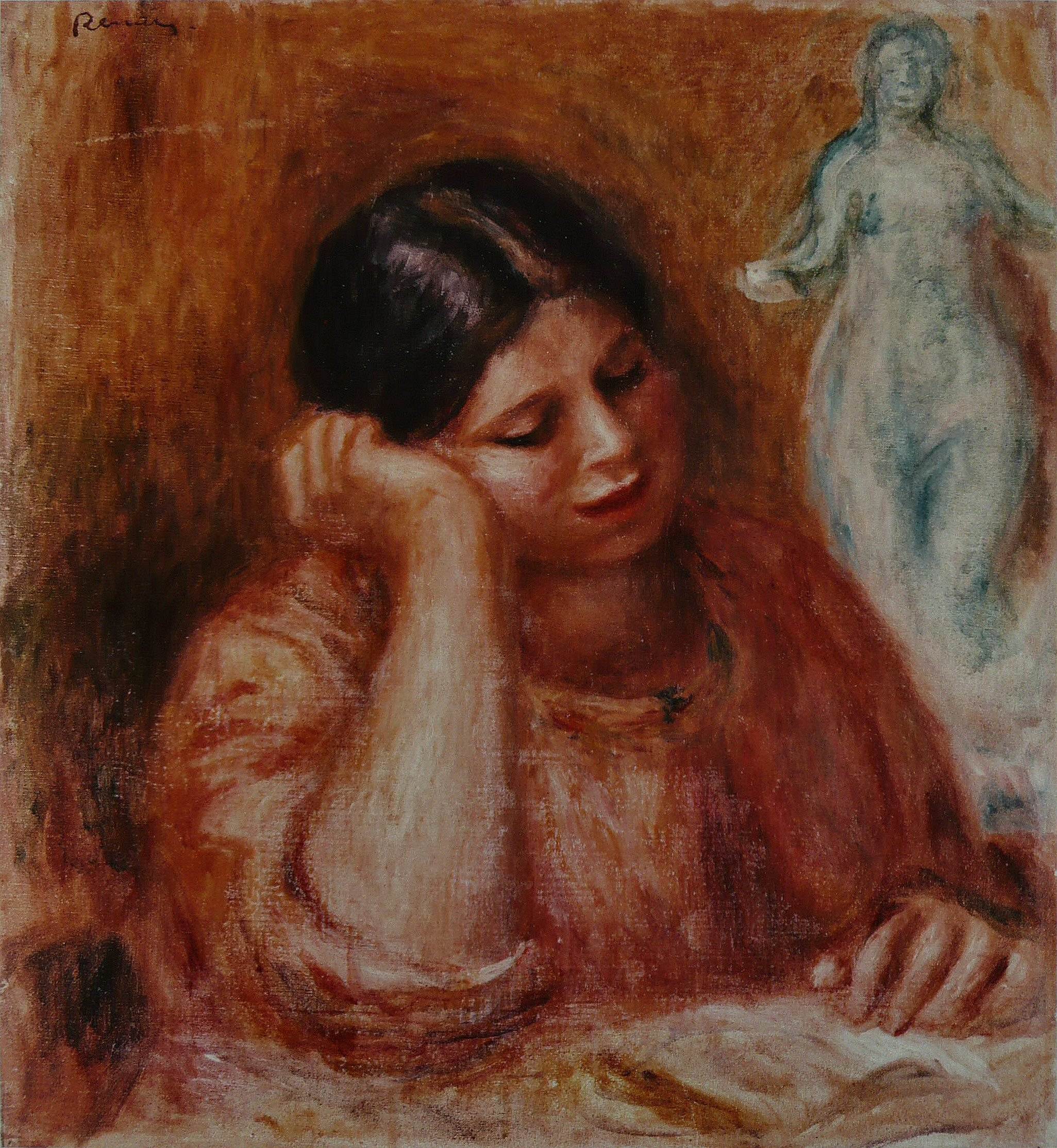
Leyendo a Venus, Auguste Renoir, entre 1913 y 1915.
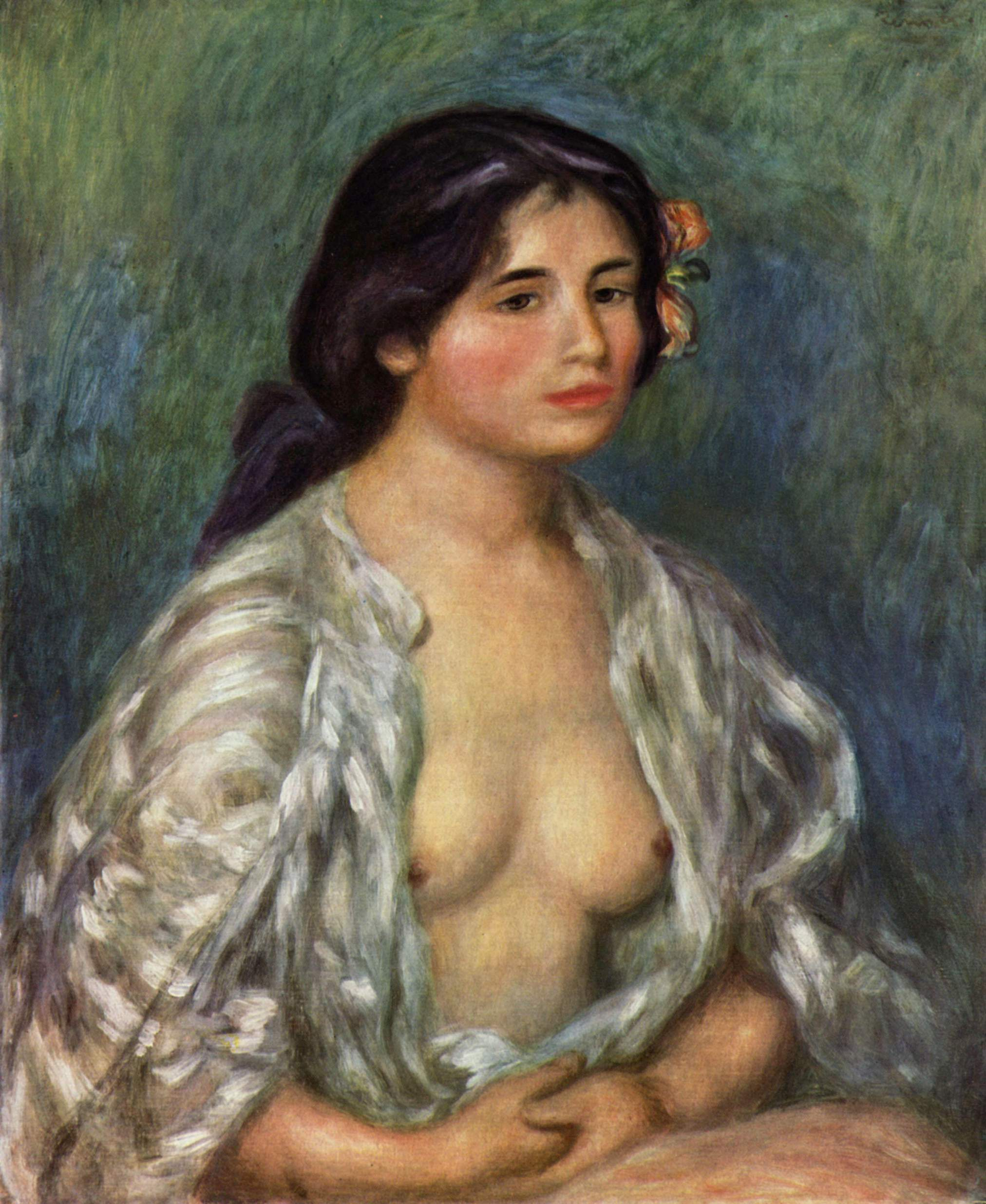
Gabrielle con la blusa abierta, Auguste Renoir, 1907.
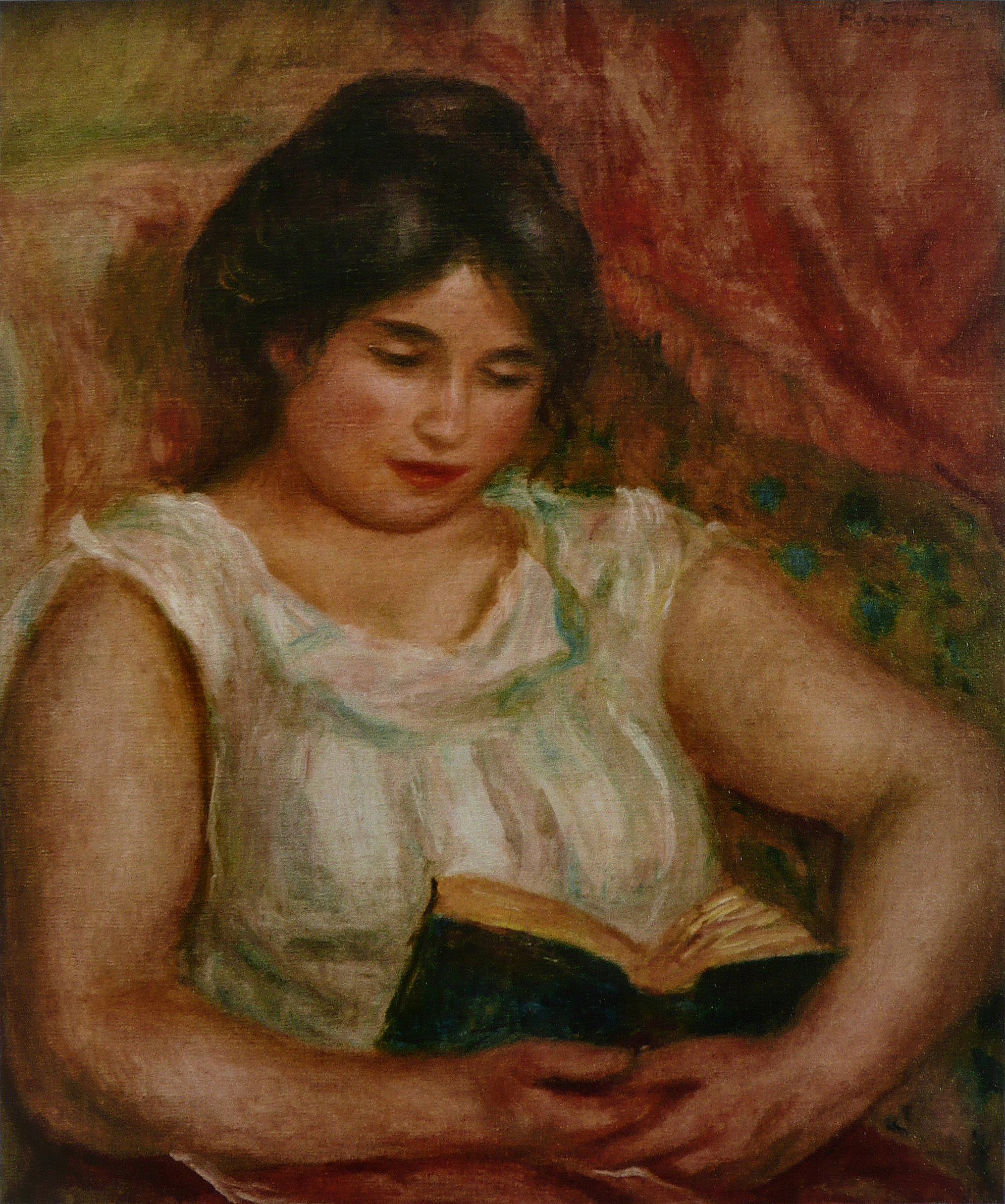
Gabrielle leyendo, 1906.
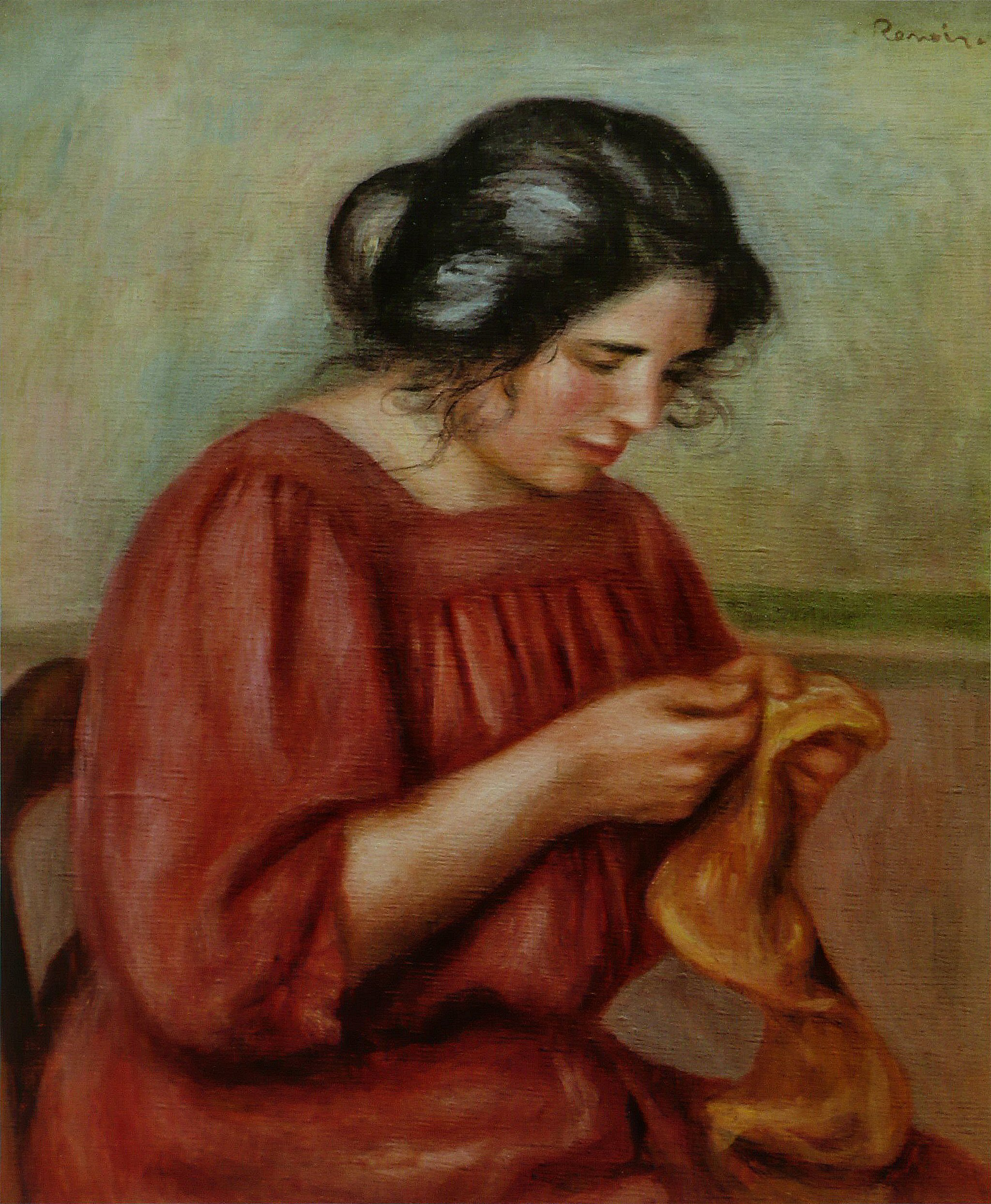
Gabrielle zurciendo, 1908.
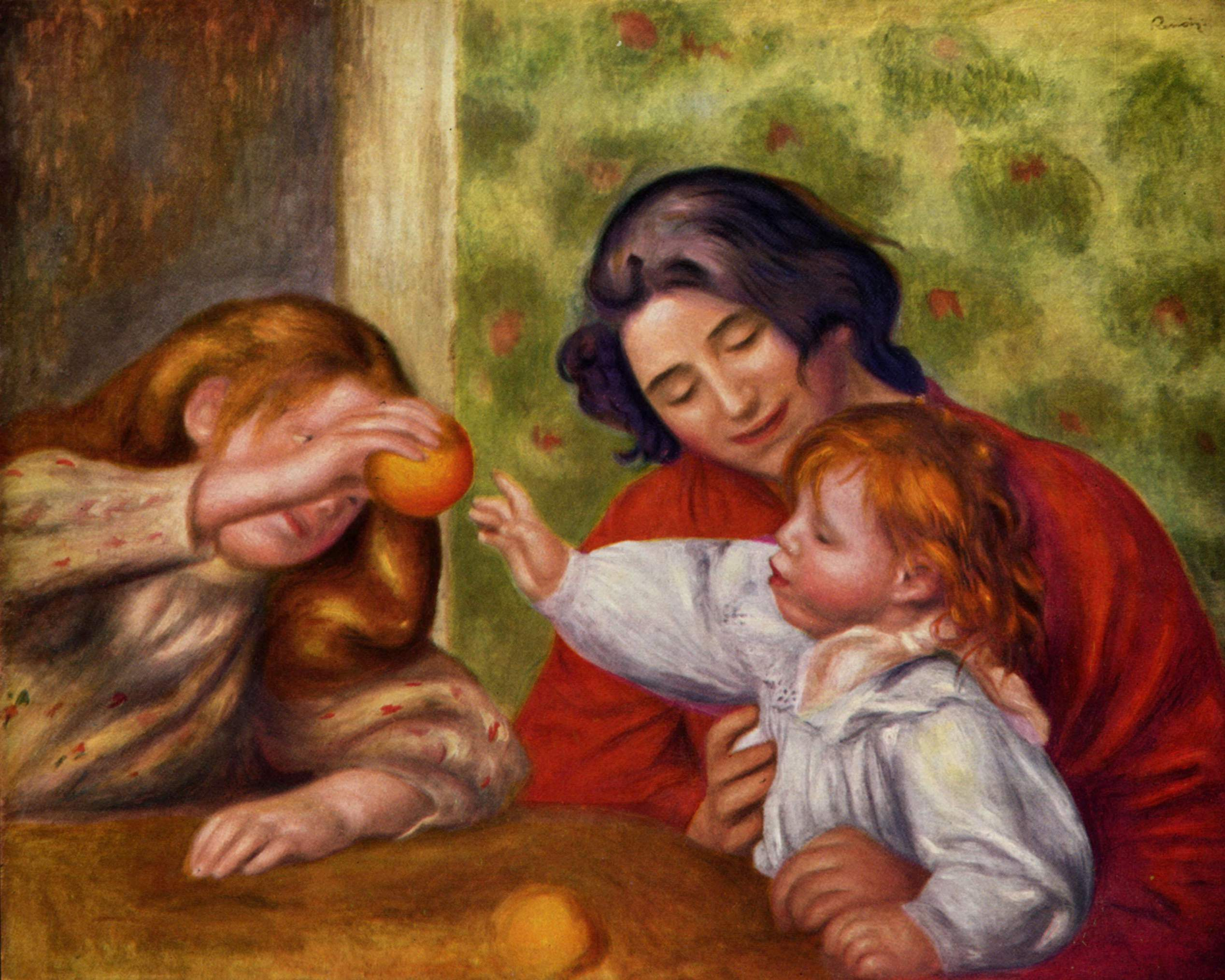
Gabrielle, Jean y una niña, 1895.
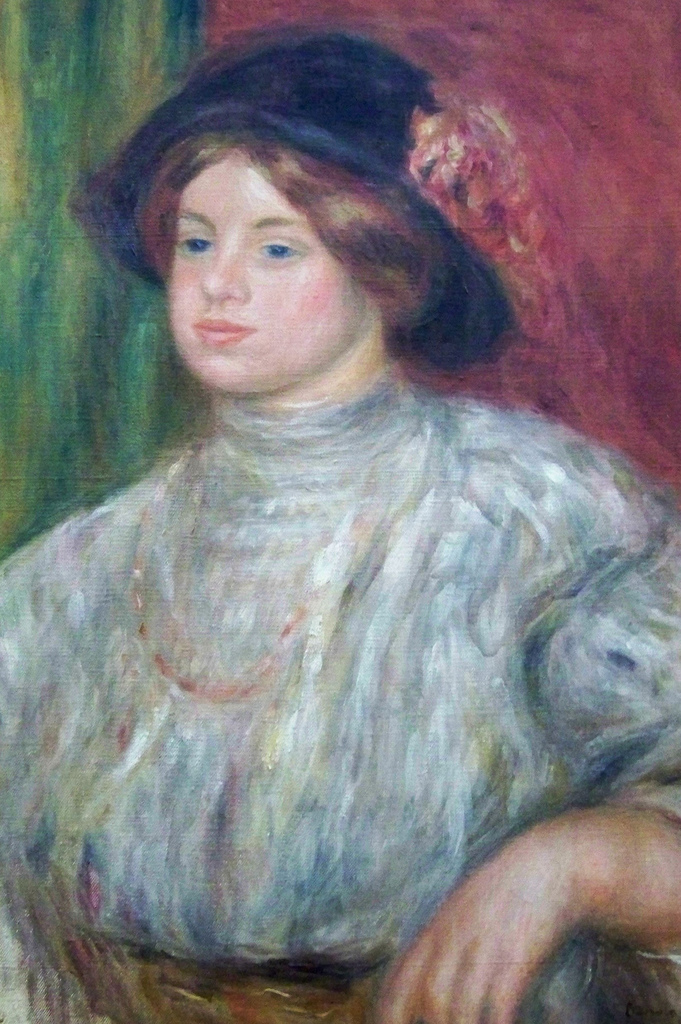
Gabrielle con sombrero, 1915.
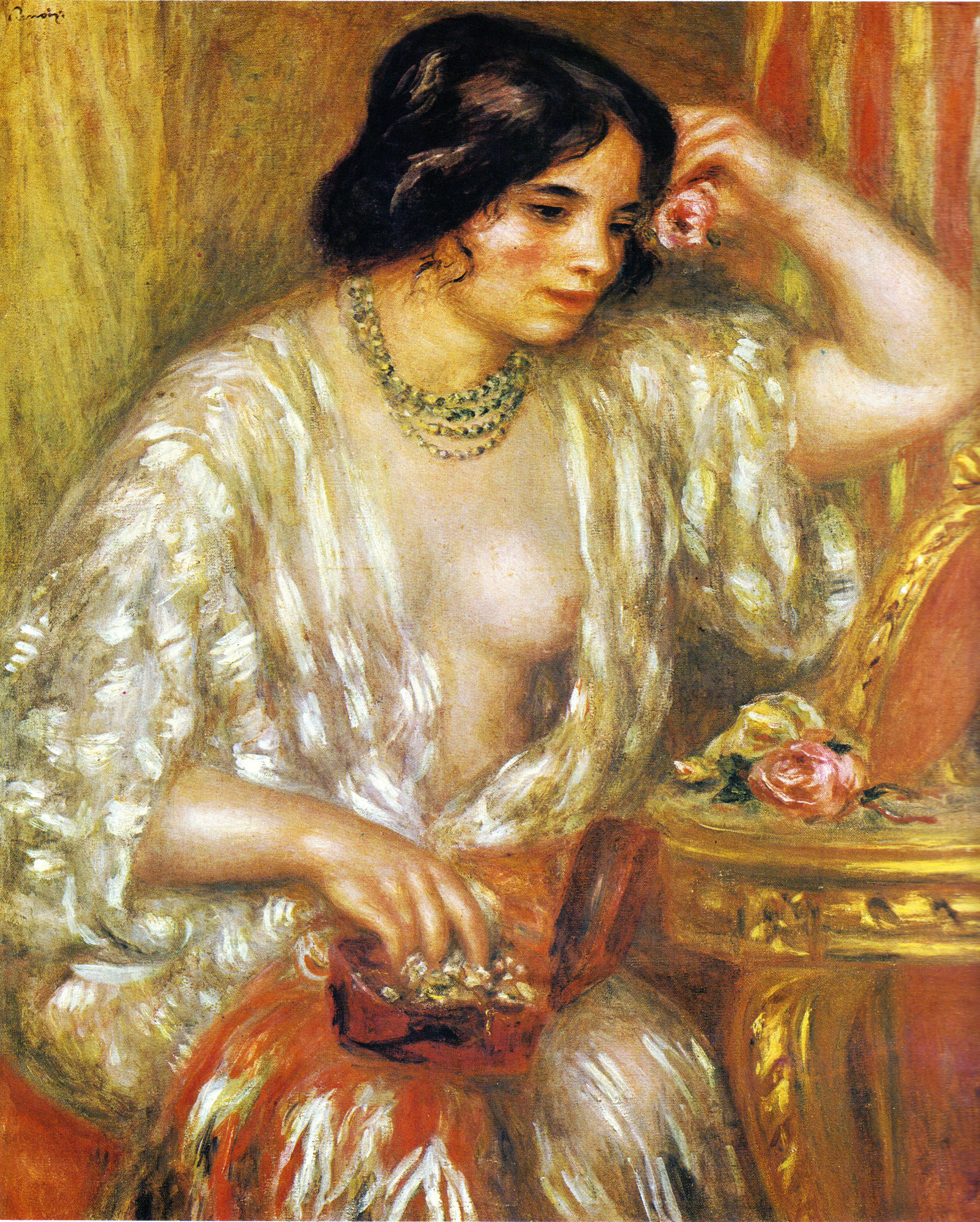
Gabrielle con joyas, 1910.
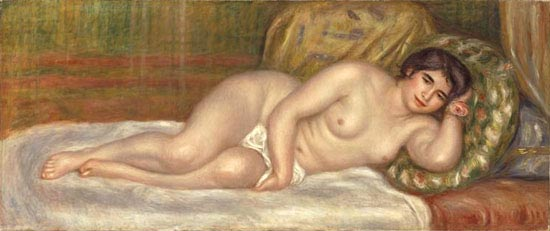
Mujer desnuda acostada, 1906-1907.
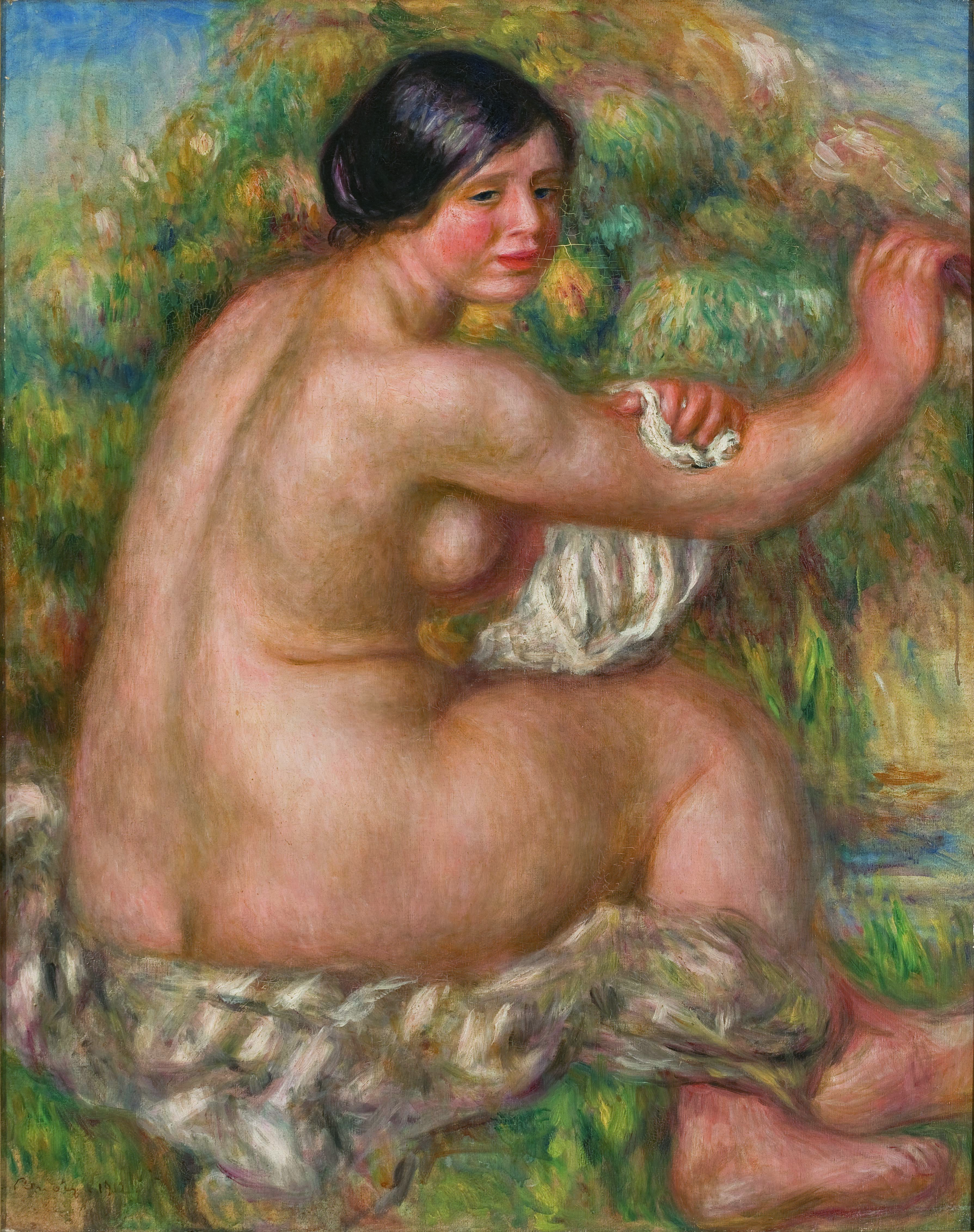
Gran desnudo sentado, 1912.
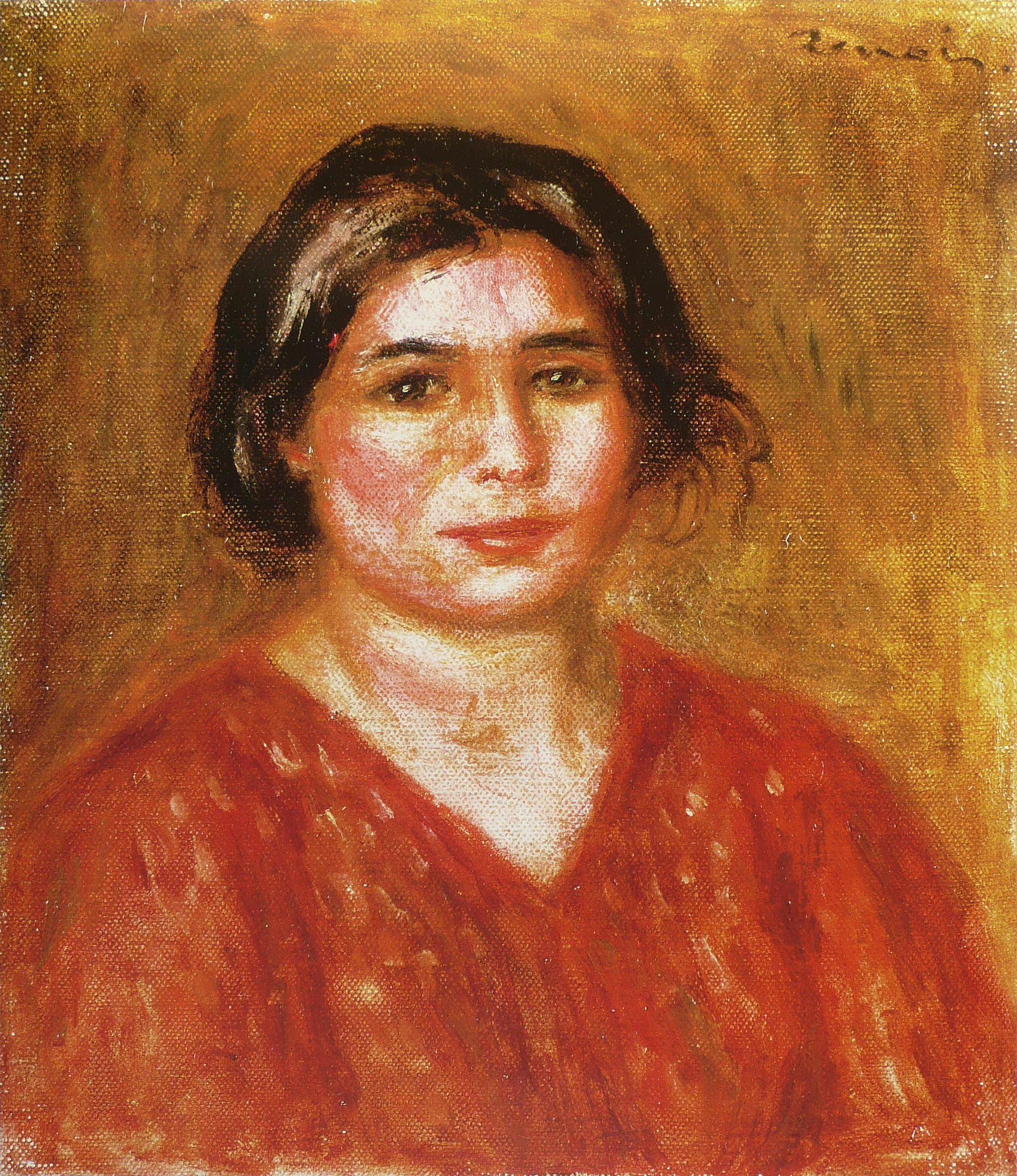
Gabrielle con blusa roja, 1913.